# Црква Христовог рођења (Шипка)
Црква Христовог рођења (буг. Храм-паметник „Рождество Христово“, Hram-pametnik „Rozhdestvo Hristovo“), познатији као Шипка Меморијална црква је бугарска православна црква изграђена близу града Шипке на Старој планини између 1885. и 1902. године, према дизајну Антонија Томишкова, у седамнаестовековном руском црквеном стилу, под надзором архитекте Александра Померанцева. Црква је осликана два пута – први пут 1902. год. од стране Г. Месоједова и Антона Митова и други пут, од 1957. до 1959. год., од колектива под руководством Н. Ростовцева. Иконостас за цркву је одрађен по пројекту професора А. Померанцева. Црква је, заједно са осталим деловима комплекса споменика у Шипку, посвећено руским, украјинским и бугарским војницима који су пали за слободу Бугарске у Руско-турском рату 1877-1878..
Црква је званично отворен 28. септембра 1902. године у присуству генерала руске војске и многих часних гостију. Отварање и освештење цркве одиграло се на 25-у годишњицу битке код Шипке. У 1970. години, црква је проглашена националним спомеником културе.
Црквени звоник је висине 53 метара а звона, од којих је најтеже тешко 12 тона, су изливена од чаура које су скупљене после битака. У самом храму, налазе се 34 мермерне плоче на којима су уклесана имена руских и бугарских добровољаца палим у борбама. Посмртни остаци положени су у 17 камених саркофага у црквеној крипти.

## Галерија
- Унутрашњост куполе
- Црквени олтар
- Позлаћене куполе
- Црква Хрисотвог рођења
- Северна страна цркве